# Myscelia milloi
Myscelia milloi är en fjärilsart som beskrevs av Charles Oberthür 1916. Myscelia milloi ingår i släktet Myscelia och familjen praktfjärilar. Inga underarter finns listade i Catalogue of Life.